# Venus Award
Venus Award — награда в области порноиндустрии. Церемония вручения проходит в Берлине с 1994 года, как часть международного профессионального фестиваля эротики «Venus». Призы вручаются почти по 30 номинациям. С 2005 по 2009 год вместо Venus Award проводился Eroticline Awards. С 2010 года проводится под прежним названием.

## Актёры и актрисы

### Лучшая актриса
- 1998: Tania Russof
- 1999: Seldi
- 2011: Роберта Джемма
- 2012: Лена Нитро
- 2013: Лена Нитро
- 2015: Texas Patti
- 2017: Anny Aurora
- 2018: Литтл Каприс

#### Германия
- 1997: Келли Трамп
- 1999: Келли Трамп
- 2000: Джина Уайлд
- 2001: Келли Трамп
- 2002: Mandy Mystery, Anja Juliette Laval, Изабель Голден
- 2003: Дениз ла Буш
- 2004: Тира Мису
- 2010: Вивиан Шмидт

#### Венгрия
- 2003: Мишель Уайлд
- 2004: Никки Блонд

#### Франция
- 2003: Melanie Coste

#### Европа
- 1997: Sarah Young
- 1999: Rita Cardinale
- 2000: Betina Campbell
- 2001: Monique Covet
- 2003: Джулия Тейлор
- 2004: Katsumi
- 2010: Роберта Джемма
- 2017: Лена Нитро
- 2019: Julia de Lucia

#### Восточная Европа
- 2002: Monique Covet и Рита Фалтояно

#### Международная
- 2000: Betina Campbell
- 2010: Кайден Кросс
- 2013: Кристи Мак
- 2014: Бонни Роттен
- 2017: Texas Patti
- 2019: Литтл Каприс

#### Скандинавия
- 2003: Tanya Hansen

#### США
- 1997: Rebecca Wild
- 2000: Tina Cheri
- 2001: Бриджитт Керков
- 2002: Тера Патрик и Джоди Мур
- 2004: Джесси Джейн

Южная Америка
- 2018: Luna Corazon

### Лучший актёр
- 1998: Conny Dax
- 2012: Markus Waxenegger
- 2013: Chris Hilton
- 2014: Jean Pallett
- 2015: Diether von Stein
- 2017: Jason Steel
- 2018: Marcello Bravo
- 2019: Marcello Bravo

#### США
- 1997: Valentino
- 2003: Mr. 35 cm: Лексингтон Стил

#### Германия
- 1997: Steve Vincent
- 2000: Titus Steel
- 2001: Zenza Raggi
- 2002: Horst Baron , Titus , Claudio Meloni
- 2003: Конни Дакс
- 2004: Markus Waxenegger

#### Европа
- 1997: Рокко Сиффреди
- 2000: Рокко Сиффреди
- 2001: Toni Ribas
- 2002: Toni Ribas
- 2003: Рокко Сиффреди
- 2004: Начо Видал

### Лучший женский дебют
- 2011: Анна Полина
- 2012: Xania Wet
- 2013: Natalie Hot

#### Венгрия
- 2003: Maya Gold

#### Франция
- 2004: Priscila Sol

#### Европа
- 2003: Лаура Энджел
- 2004: Кристина Белла
- 2010: Vittoria Risi

#### США
- 2003: Sunrise Adams

#### Германия
- 1998: Donna Vargas
- 1999: Джина Вайлд
- 2000: Джулия Тейлор
- 2001: Tara Young
- 2002: Kyra Shade , Tyra Misoux ,  CoCo Brown
- 2003: Sharon la Vale
- 2004: Janine LaTeen/Вивиан Шмитт

Международная
- 2010: Jade Laroche

### Лучший мужской дебют
- 1998: Titus
- 2000: Manuel Rosari

Германия
- 2001: Heiko Herlofson («Sachsen-Paule»)

### Лучший гей-актёр
- 2000: Kai Hart

Германия
- 2001: Antoine Mallet

## Призовые фильмы

### Лучшее классическое порно
- 2000: Princess Chantal Chevaliér: Tips & Tricks of an Erotic Queen
- 2001: Die Teufelsinsel (The Devil’s Island)
- 2002: Better-Sex-Line
- 2003: Fesselnde Knotenkunst aus Fernost

### Лучший фильм
- 2000: The Net
- 2012: Starportrait Maria Mia & Sharon da Vale
- 2013: Oktober Sexfest
- 2014: Rollergirl

#### Бенилюкс
- 2003: Wasteland (Bizarre Game)

#### Испания
- 2003: The Fetish Garden

#### Франция
- 2003: Melanie, La Jouisseuse
- 2004: Parfum du Desir

#### Скандинавия
- 2003: Pink Prison

#### США
- 2000: Nothing to Hide 3 & 4
- 2001: Les Vampyres
- 2002: Perfect; Taboo 2001
- 2003: Space Nuts
- 2004: Compulsion

#### Венгрия
- 2003: The Garden of Seduction

#### Италия
- 2003: La Dolce Vita
- 2004: Life

#### Германия
- 2001: Matressen
- 2002: Faust; Hart & Herzlich; Sexhexen
- 2003: Die 8. Sünde (The 8th Sin)
- 2004: Penocchio
- 2010: Die Viper
- 2019: Höhenrausch

#### Европа
- 2001: Divina
- 2002: Личный гладиатор; Faust
- 2003: Клеопатра
- 2004: Миллионер
- 2010: Lethal Body

#### Международный
- 1999: Sex Shot
- 1998: Baron Of Darkness, Leading Actress: Mandalina Ray
- 2010: Body Heat

### Лучший порносериал
- 1998: Dolly Buster
- 2000: Excuse Me
- 2012: Soulbrettes Services
- 2017: Erotic Lounge Edition
- 2019: German Scout

#### Международный
- 2002: Barely Legal
- 2003: Balls deep
- 2010: Titus on Tour

#### Европа
- 2004: Rocco’s Sexy Girls
- 2010: Russian Institute

#### Германия
- 2001: XXL
- 2002: Boulevard;  Excuse Me; Golden Series
- 2003: Black Hammer
- 2004: H D S S S G
- 2010: Magma Swing

### Лучшее международное гей-порно
- 2001: C’est la vie — Jean-Daniel Cadinot
- 2003: French erection
- 2004: Sex around the clock

## Лучшая фотография
- 1998: James Baes
- 2000: Guido Thomasi
- 2001: Uwe Kempon

## Лучший оператор
1998: Kaito
Германия
- 1997: Lars Gordon
- 2004: Нильс Молитор
- 2017: Ronny Rosetti

## Лучшая компьютерная игра
- 2003: Casablanca 1942

## Лучшее эротическое шоу
- 2003: Tammy’s erotic show

## Лучшая обложка

### Германия
- 2003: Fesselnde Knotenkunst aus Fernost
- 2004: Der Club des anspruchsvollen Herrn

## Лучший режиссёр
- 1998: Michael Ninn
- 2011: Ettore Buchi
- 2012: John Thompson
- 2013: Tim Grenzwert
- 2015: Tim Grenzwert

### Венгрия
- 2003: Don Sigfredo

### Скандинавия
- 2003: Mike Beck

### Франция
- 2003: Alain Payet

### Италия
- 2003: Mario Salieri
- 2004: Mario Salieri

### Германия
- 1997: Dino Baumberger
- 2000: Нильс Молитор
- 2001: Гарри С. Морган
- 2002: Нильс Молитор; Horst Billian; Ferdi Hillmann
- 2003: Нильс Молитор
- 2004: Гарри С. Морган

### Европа
- 1997: Mario Salieri
- 2002: Antonio Adamo, Mario Salieri
- 2003: Kovi
- 2004: Kovi

### США
- 1997: Макс Хардкор
- 2001: Пьер Фудман
- 2002: Пьер Фудман; Andrew Blake
- 2004: Robby D.

Международный
- 2010: Allegro Swing

## Лучший режиссёр сериалов
- 1997: Гарри С. Морган

## Лучший международный режиссёр гей-порно
- 2003: Jean-Daniel Cadinot
- 2004: Marcel Bruckmann

## Лучший новый лейбл

### Германия
- 2003: Testosteron Film
- 2004: Bad Ass

## Лучший порножурнал

### Германия
- 1998: peep!
- 2003: Coupe

## Лучший производитель

### Germany
- 2002: Mandy-Mystery-Line
- 2003: DVD Cash Abo

## Лучший B2C сайт
- 2003: www.fundorado.de
- 2004: www.fundorado.de

## Лучший интернет сайт
- 2003: www.pelladytower.com

## Лучшая интернет-инновация
- 2003: http://www.movieon.beate-uhse.com(недоступная+ссылка) movieon.beate-uhse.com

## Лучшая презентация
- 1999: Chantal Chevalier

## 100 Film Series
- 2003: Happy Video Privat

## Лучшая идея
- 2003: Poppp-Stars

## Специальная интернет-идея
- 2003: www.oh-sandy.de

## Special product Award
- 2003: Nature skin toys

## Special Jury Award
- 2003: Marc Anthony, 6-Star by Diana, PIMMEL BINGO video series, www.private.com
- 2003: Dolly Buster

## Специальный приз за гонорары
- 2003: Gerd Wasmund alias Mike Hunter
- 2003: Гарри С. Морган

## Лучшие производители DVD

### Германия
- 2003: Triebige Swinger
- 2004: Millionaire

### Европа
- 2003: La Dolce Vita

## Лучшая новая компания
- 2001: Inflagranti-Film
- 2004: EVS

## Дистрибьютор года
- 2003: Orion Wholesales
- 2004: VPS Film-Entertainment

## Компания года
- 2003: MMV
- 2004: MMV Multi Media Verlag

## Инновация года
- 2003: Dolly Buster at Vodafone-live.